# Five by Five
Five by Five je drugi EP The Rolling Stonesa izdan 1964. godine. Snimljen je u Chess Studiju u Chicagu. EP je izdan ubrzo nakon izlaska njihovog debi albuma The Rolling Stones, komercijalno je bio veoma uspješan te je dospio na prvo mjesto britanske top ljestvice singlova. Naziv "Five By Five" (Pet za pet) je igra riječi - pet pjesama koje je snimilo pet članova grupe. 

## Popis pjesama
1. "If You Need Me" – 2:03
2. "Empty Heart" – 2:37
3. "2120 South Michigan Avenue"  – 2:07
4. "Confessin' the Blues" – 2:48
5. "Around and Around" – 3:05

## Članovi sastava na EP-u
- Mick Jagger - pjevač
- Keith Richards - gitara, pjevač
- Brian Jones - gitara, pjevač
- Charlie Watts - bubnjevi
- Bill Wyman - bas-gitara

## Vanjske poveznice
- allmusic.com - Five by Five